# Ipomoea gracilisepala
Ipomoea gracilisepala là một loài thực vật có hoa trong họ Bìm bìm. Loài này được Rendle mô tả khoa học đầu tiên.